# Vesele, Zaporijjea
Vesele (în ucraineană Веселе) este localitatea de reședință a comunei Vesele din raionul Zaporijjea, regiunea Zaporijjea, Ucraina.

## Demografie
Componența lingvistică a localității Vesele
     Ucraineană (88,81%)
     Rusă (11,19%)
Conform recensământului din 2001, majoritatea populației localității Vesele era vorbitoare de ucraineană (88,81%), existând în minoritate și vorbitori de rusă (11,19%).